# 普萊瑪斯
普萊瑪斯（英語：Primus）是虚构的变形金刚宇宙中的一颗活着的星球及神灵，它与混乱之神宇宙大帝为死敌。元始天尊是光明之神，它创造了变形金刚们与宇宙大帝作战；并创建了它们所生存的赛博坦星球，身高9萬公里。
2006年11月，元始天尊被《男孩生活》评选为“最酷玩具”。

## 元始天尊與宇宙大帝的戰爭
元始天尊與宇宙大帝的戰爭是變形金剛世界中的主題之一，不過隨著故事的發展而有演變。共通點則是兩人的戰鬥到了最後時，元始天尊將宇宙大帝封印在一顆小行星中，但自己也跟著被封印在另一顆小行星中。之後元始天尊將自己的小行星變成了賽博坦，並創造了變形金剛；宇宙大帝則將自己的小行星改造成可以變形成為巨大機器人。

### 宇宙大帝的說法
宇宙大帝是一股在宇宙生成時的原始邪惡力量，帶領著黑暗神軍與元始天尊所帶領的光明神族展開戰鬥。
此外，宇宙大帝本來是一名混沌之神，但他卻漸漸的被自己的飢餓所吞噬，於是自稱「世界的吞噬者」並且開始破壞著宇宙。當其他的混沌之神發現時已經為時已晚。

### 元始天尊的說法
在這個宇宙形成之前，還有一個宇宙。當這個舊的宇宙被宇宙大帝毀滅之後，只剩下一片完全的空虛，宇宙大帝則進入了沉睡。但是上個宇宙所殘留的碎片彼此間發生了反應，而形成了現在的宇宙。為了不讓這個宇宙被宇宙大帝摧毀，大宇宙的意識創造了元始天尊來保護這個宇宙。而宇宙大帝也因為新的宇宙形成，所以醒了過來，開始破壞這個宇宙，直到兩人正式碰面開戰為止。兩人一開始是在隔離於宇宙的「靈之次元」（Astral Plane）中戰鬥，後來戰鬥轉移到了物質世界，最後元始天尊封印了宇宙大帝，自己也被封印在一顆小行星中，元始天尊將其改造為賽博坦星，並且創造了變形金剛這個種族。

## 註記
- 元始天尊將自己的小行星改造成賽博坦星之後，創造了創世十三祖，而十三祖進而繁衍出了新的變形金剛。
- 在漫威版的設定中，元始天尊的模樣近似於洛迪文至尊。
- 《超能連結》和《銀河之力》中登場的元始天尊形象雖然不同，但日版皆由曾為初代柯博文配音的玄田哲章擔任配音。
  - 《超能連結》中，元始天尊的外貌近似於一團發出綠色強光的能量生命體。
  - 《銀河之力》中，元始天尊則是由賽博坦星變形成的一架行星級巨大機器人。
- 元始天尊的英語原名"Primus"為拉丁文的「第一」。